# ゴールド・リング
『ゴールド・リング』（英語：Gold Ring、原題：アラビア語: سوار الذهب、ローマ字：Siwari Al-Dhahab、スワール・アッザハブ）は、原作・脚本：カイス・セドキ（アラビア語: قيس صدقي、ローマ字：Qais Sedki）、作画：姫川明によるアラブ首長国連邦（UAE）の漫画作品。本作品はUAE初の漫画である。
原作者のセドキはUAE籍を持つ2児の父親で、以前はIT関連の職業に就いていたが、転身して漫画作者となった。ドバイで自らページフリップ出版社を起こし、作品を出版している。セドキは作品のセリフに古典アラビア語を使用している。セドキはその理由を、古典アラビア語は学校の勉強のようなもので退屈な言葉と考えるUAEの子供たちの認識に変革をもたらし、その上で作品自体のストーリーが持つ努力や友情といったテーマを通した学習機会を青少年に提供するため、としている。セドキは姫川明のペンネームで活動する日本の女性漫画家コンビに依頼し、『ゴールド・リング』を日本独特の漫画手法を使った作品として仕上げた。本作品は2010年ザーイド・ビン＝スルターン・アール＝ナヒヤーン児童文学作品賞を受賞した。